# 第319步兵師 (德國國防軍)
第319步兵師（德語：319. Infanterie-Division）是納粹德國國防軍陸軍的一個步兵師。該師於1940年11月組建。
該師組建後，於1941年4月調至海峡群岛，此後一至在當地駐紮防守。
該師最後於1945年5月向英軍投降。

## 註腳
1. ↑  Mitcham（2007年）